# Регламент про біоцидні речовини
Регла́мент про біоцидні речови́ни — нормативно-правовий акт Європейського Союзу, який регулює виробництво, маркування, розміщення на ринку та використання біоцидних продуктів, призначених для захисту людей, тварин, матеріалів або продуктів від шкідливих організмів, таких як паразити або бактерії. Пропозиція була прийнята Європейським Парламентом і Радою 22 травня 2012 року і набула чинности 17 липня 2012 року. Регламент замінює Директиву № 98/8/ЄС Європейського Парламенту та Ради від 16 лютого 1998 року щодо розміщення біоцидних продуктів на ринку.
Він спрямований на покращення функціонування внутрішнього ринку Європейського Союзу шляхом гармонізації правил розміщення на ринку та використання біоцидних продуктів, одночасно забезпечуючи високий рівень захисту здоров’я людей і тварин, а також довкілля, приділяючи особливу увагу вразливим групам.
З цією метою він не лише регулює майбутню процедуру дозволу на біоцидні продукти та взаємне визнання дозволу, наданого в державі-члені, який зазвичай обмежується десятьма роками, але також складання загальносоюзного списку діючих речовин для біоцидних продуктів або для використання в них (дозвіл Союзу) та розміщення на ринку товарів, оброблених біоцидами. Він забороняє:
- Розміщення біоцидного препарату в обігу без цього дозволу або з відхиленням від його складу, а також
- використання біоцидного препарату
  - без цього дозволу або
  - суперечить положенням щодо його цілей та умов використання, як зазначено в дозволі.

Схвалення також необхідно подати для продуктів, які використовувалися десятиліттями, але з тривалими перехідними періодами для старих продуктів. Спрощена процедура авторизації відкрита для продукту, який містить лише діючі речовини зі списку 19 безпечних діючих речовин, до якого навіть не входять спирт, перекис водню чи ізопропанол. Дехто критикує, що через складні дозволи фармацевти більше не зможуть самостійно змішувати та продавати біоцидні продукти, навіть якщо речовини є безпечними та мають давно відомі формули.
Порушення, зокрема вищезазначених правил авторизації та використання, наприклад у Німеччині,, караються штрафами навіть у випадках недбалости.
Оскільки під час пандемії COVID-19 у Німеччині попит на дезінфікуючі засоби для рук зріс, а дезінфікуючі засоби для рук стали дефіцитними в аптеках і аптеках, Федеральне відомство з хімікатів (BAuA), як відповідальний орган, забезпечило постачання дезінфікуючих засобів для рук після консультації з Федеральним міністерством довкілля, охорони природи та ядерної безпеки загальним регламентом від 4 березня 2020 року. Його дія закінчилася 31 серпня 2020 року, оскільки стаття 89 Регламенту про біоцидні продукти дозволяє винятки лише на 100 днів. Тому 16 вересня 2020 року надійшов ще один узагальнюючий указ, який діяв до 5 квітня 2021 року.